# Pieter Storms

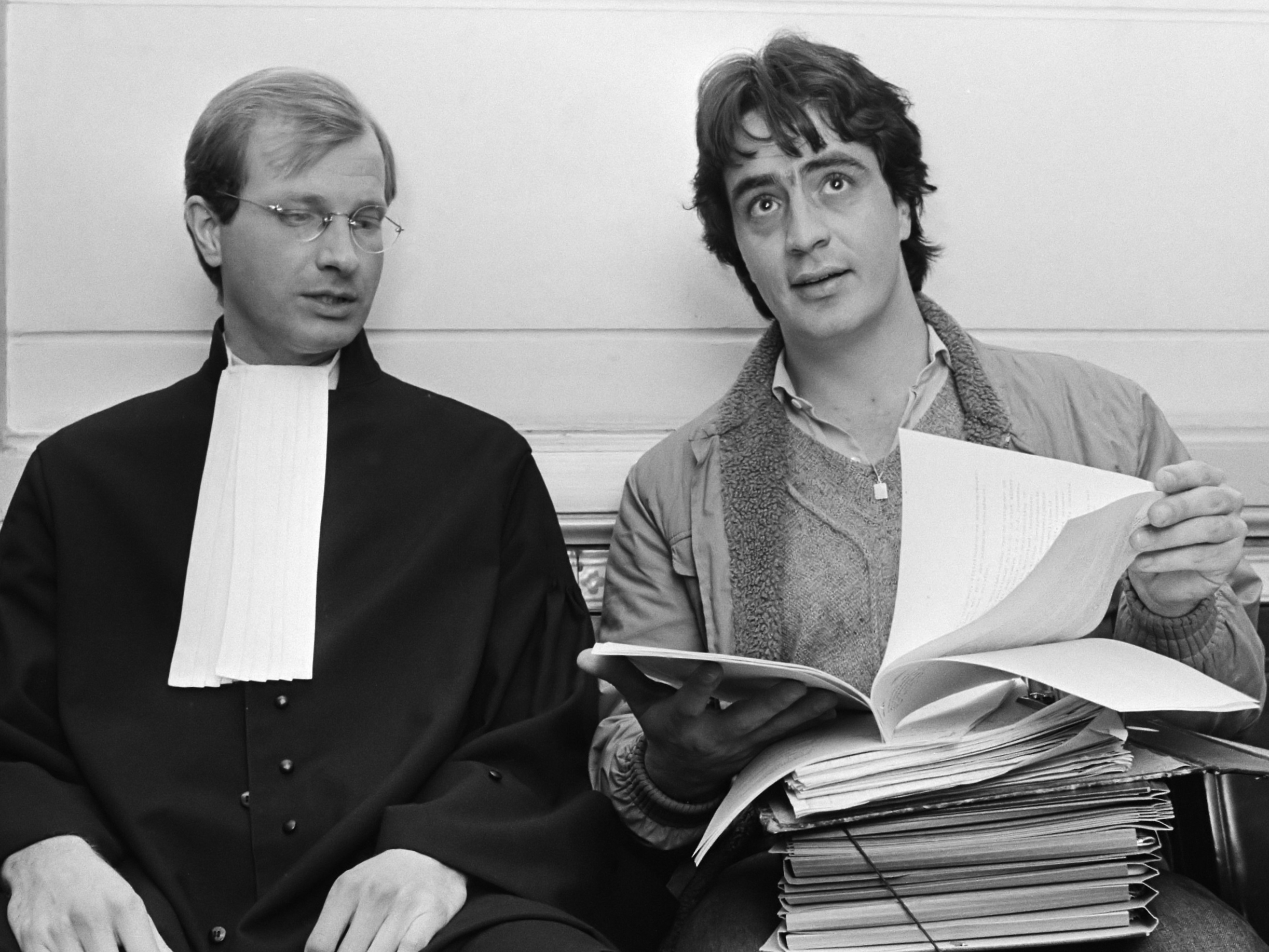
Kort geding tegen onroerend-goed-handelaar Ronald van der Putte, rechts Pieter Storms (1982)

Pieter Storms (Beverwijk, 8 december 1954) is een Nederlandse presentator en journalist.

## Carrière
Pieter Storms begon zijn journalistieke carrière op z'n zeventiende als verslaggever bij het Dagblad Kennemerland. Sedert 1980 was hij als freelance onderzoeksjournalist in dienst bij het tijdschrift Nieuwe Revu. Ook was hij sportverslaggever bij NOS Radio 1 rond de Tour de France 1984. In 1986 werd hij met Nieuwe Revu-collega Gerard Wessel twee weken vastgehouden in Suriname. In de periode 1990-1992 was hij vervolgens uitgever van De Krant op Zondag. Storms is bekend door zijn programma Breekijzer, waarbij hij vanaf 1995 als presentator/eindredacteur consumentenproblemen met bureaucratische organisaties op een vasthoudende, vaak intimiderende wijze probeerde op te lossen. Het programma van SBS6, voorheen RTL, wordt sinds 2004 niet meer gemaakt.
In 2006 was hij te zien in Peking Express VIP. Hier werd hij samen met Regina Romeijn tweede.

## Persoonlijk
Op 28 augustus 2008 trad Storms in het huwelijk met Nina Brink.

## Affaires
- Pieter Storms en zijn collega Henk Ruigrok beschuldigden wethouder Stuart van Bergen op Zoom onterecht van corruptie in de Nieuwe Revu en op Veronica. Stuart spande een rechtszaak aan en kreeg een schadevergoeding van ƒ125.000,- toegewezen plus ƒ75.000,- wegens inkomstenderving.[5]
- Op 12 september 2006 probeerde Storms samen met een vriend met twee auto’s en slechts één kaartje een parkeergarage in Bergen uit te rijden. Storms ramde daarbij een slagboom, waarop de politie werd ingeschakeld. Storms weigerde aan een alcoholtest mee te werken, omdat hij naar eigen zeggen in de parkeergarage geen deel nam aan de openbare weg. Op 15 januari 2007 veroordeelde de politierechter in Alkmaar Storms tot tien maanden rijontzegging wegens rijden onder invloed, 1500 euro boete en een schadevergoeding van 900 euro.[6]
- In oktober 2007 startte televisiezender Het Gesprek. Storms beweerde de bedenker van de zender te zijn en begon een rechtszaak tegen mede-oprichters Frits Barend en Derk Sauer die er met 'zijn' idee vandoor zouden zijn gegaan. Uiteindelijk bemiddelde Peter R. de Vries tussen beide partijen en gaf Barend en Sauer gelijk.
- In december 2008 liet Storms weten alle media die leugens over hem zouden schrijven met juridische maatregelen aan te pakken.
- Op 14 september 2010 kwam Storms in het nieuws, nadat Jort Kelder hem van fysiek geweld beschuldigde na afloop van een uitzending van De Wereld Draait Door, waarin Storms een stevige woordenwisseling had met Kelder.[7]